# Origen S. Seymour

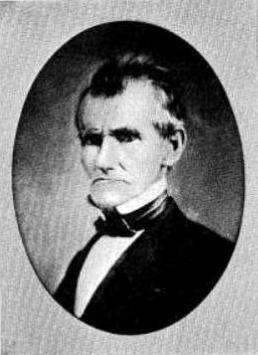
Origen S. Seymour

Origen Storrs Seymour (* 9. Februar 1804 in Litchfield, Connecticut; † 12. August 1881 ebenda) war ein US-amerikanischer Politiker. Zwischen 1851 und 1855 vertrat er den Bundesstaat Connecticut im US-Repräsentantenhaus.

## Werdegang
Origen Seymour besuchte die öffentlichen Schulen seiner Heimat und studierte danach bis 1824 am Yale College. Nach einem anschließenden Jurastudium und seiner 1826 erfolgten Zulassung als Rechtsanwalt begann er in seinem Heimatort Litchfield in diesem Beruf zu praktizieren. Zwischen 1836 und 1844 war er Verwaltungsangestellter beim Litchfield County.
Politisch schloss sich Seymour der von Präsident Andrew Jackson gegründeten Demokratischen Partei an. In den Jahren 1842, 1849 und 1850 war er Abgeordneter im Repräsentantenhaus von Connecticut; 1850 fungierte er als Präsident dieses Gremiums. Bei den Kongresswahlen desselben Jahres wurde er im vierten Wahlbezirk von Connecticut in das US-Repräsentantenhaus in Washington, D.C. gewählt. Dort trat er am 4. März 1851 die Nachfolge von Thomas B. Butler von der Whig Party an. Nach einer Wiederwahl im Jahr 1852 konnte er bis zum 3. März 1855 zwei Legislaturperioden im Kongress absolvieren, die zunehmend von der Frage um die Sklaverei und dem Gegensatz zwischen den Nord- und den Südstaaten geprägt waren.
Nach dem Ende seiner Zeit im US-Repräsentantenhaus war Seymour zwischen 1855 und 1863 Richter am Superior Court von Connecticut. In den Jahren 1864 und 1865 kandidierte er jeweils erfolglos für das Amt des Gouverneurs seines Staates; in beiden Fällen unterlag er dem Republikaner William Alfred Buckingham. 1870 wurde er Richter am Connecticut Supreme Court. Zwischen 1873 und dem Erreichen der gesetzlichen Altersgrenze im Jahr 1874 führte er dort den Vorsitz als Chief Justice. Im Jahr 1876 leitete Seymour eine Kommission, die einen Grenzkonflikt der Staaten Connecticut und New York beilegen sollte. 1880 wurde er noch einmal in das Repräsentantenhaus seines Staates gewählt. Er war außerdem der erste Präsident der Anwaltskammer von Connecticut.
Origen Seymour starb am 12. August 1881 in seinem Geburtsort Litchfield. Er war der Vater von Edward Woodruff Seymour (1832–1892), der zwischen 1883 und 1887 ebenfalls den vierten Distrikt von Connecticut im US-Repräsentantenhaus vertrat. Außerdem war er ein Neffe von Horatio Seymour (1778–1857), der zwischen 1821 und 1833 für den Staat Vermont im US-Senat saß.